# إستيفانيا ألفاريز
إستيفانيا ألفاريز (بالإسبانية: Estefanía Álvarez)‏ هي سباحة متزامنة كولومبية، ولدت في 25 أغسطس 1994.

## وصلات خارجية
- إستيفانيا ألفاريز على موقع الاتحاد الدولي للسباحة (الإنجليزية)
- إستيفانيا ألفاريز على موقع اللجنة الأولمبية الدولية (الإنجليزية)
- إستيفانيا ألفاريز على موقع أوليمبيديا (الإنجليزية)